# اسپرسیانو
اسپرسیانو (به ایتالیایی: Spresiano) یک کومونه در ایتالیا است که در استان ترویزو واقع شده‌است.

## خصوصیات
اسپرسیانو ۲۵٫۶ کیلومترمربع مساحت و ۱۰٬۱۵۵ نفر جمعیت دارد.